# G.L. Baden
Gustav Ludvig Baden (29. februar 1764 – 25. august 1840) var en dansk historiker og jurist.

## Opvækst og uddannelse
G.L. Baden blev født i Altona, hvor hans fader Jacob Baden da var rektor; da denne senere i en årrække var rektor ved Helsingørs latinskole, nød Baden sin skoleundervisning i denne og blev fra den 1780 dimitteret til Københavns Universitet; 1784 blev han juridisk kandidat og tilbragte derefter nogen tid hos sin farbroder Torkel Baden på Bådesgård på Lolland. Hans hensigt var der fra at vende tilbage til København og ved rejsestipendier at fortsætte sine studier i udlandet; var dette hans ønske blevet opfyldt, var hans livs bane måske blevet en ganske anden, end den blev; nu fik hans planer en anden retning, da han på Lolland forlovede sig med Francisca Margrethe Ramus, født 20. september 1763, datter af provst Christian Ramus i Stokkemarke, og det gjaldt nu for ham at komme i en sådan stilling, at han kunne gifte sig.

## Karriere som provinsembedsmand
1786 erhvervede han bestalling som overretsprokurator, og året efter fik han embedet som herredsfoged i Lollands Nørre Herred; 23. oktober 1789 ægtede han da sin forlovede. Det følgende år forflyttedes han til Lemvig som byfoged samt foged og skriver i Skodborg-Vandfuld Herreder, en forflyttelse, der dengang af slægt og venner betragtedes som næsten en ulykke på grund af Lemvigs fjerne beliggenhed; i de få år, Baden var her, havde han især sin opmærksomhed henvendt på at afhjælpe de med de jævnlige strandinger forbundne uordener. Sin videnskabelige virksomhed begyndte han i disse år med en afhandling om Tabet af Oldtidens Agt for Thingene, og 1793 erhvervede han den juridiske doktorgrad i Kiel.
Allerede 1794 kom Baden tilbage til Lolland som borgmester i Nakskov og herredsfoged i Sønder Herred, hvortil 1795 knyttedes embedet som vicelandsdommer i Lolland og Falster. Virksom, som Baden var, tog han her initiativet til fjordens opmudring og gav stødet til en bedre postforbindelse mellem Nakskov og København; som herredsfoged var han så heldig at opdage en vidt forgrenet tyvebande, der i flere år ustraffet havde drevet sit uvæsen.
År 1800 blev Baden herredsfoged i Bjerge, Åsum og Vinding Herreder i Fyn samt fra 1805 desuden birkedommer og skriver ved Ulriksholm og Østergård, hvilke embeder han bestyrede indtil 1816, da ønsket om en roligere stilling bevægede ham til at ombytte dem med embedet som by- og rådstueskriver samt notarius publicus i Odense, hvortil, meget mod Badens forventning, knyttedes funktion som anden rådmand, der var ulønnet.
Forretningerne blev derfor langt omfangsrigere, end han havde formodet, og dette i forbindelse med hans uoverensstemmelse med den øvrige magistrats anskuelser i henseende til de til byens opkomst nødvendige foranstaltninger gjorde stillingen så utålelig for Baden, at han 1818 søgte og opnåede det både ved forretninger og indtægter mindre embede som birkedommer og birkeskriver i Hørsholm.

## Pengesorger og stridigheder
Lykken havde nu omsider smilet til ham: vel var det aldrig lykkedes ham at komme i en videnskabelig stilling, som hans studier havde gjort ham mest skikket til, men embedet var ikke større, end at han ved hjælp af en skriverdreng kunne besørge det og endda have fritid til studeringer, og kongen gav ham et personligt tillæg af 400 rigsdaler med forpligtelse til at anvende sit otium til studier i fædrelandets historie.
Baden mente nu at kunne tilbringe resten af sit liv i ro, men dette håb skulle blive til intet; to ting var skyld heri, hans pengeaffærers uorden og hans stridbarhed. Det siger sig selv, at en mand, der ved siden af betydelig embedsvirksomhed var så hengiven til studier som Baden, ikke kunne overkomme begge dele i lige høj grad, og da hans største interesse var hos studierne, gik det ud over embederne. Dette viste sig ikke så meget ved hans udførelse af forretningerne – thi hvor han kom, satte han sig med iver ind i de lokale forhold og tog initiativet til forbedringer – som i bestyrelsen af de offentlige midler, der var ham betroede; han var hele sit liv komplet ukyndig i pengeforhold – intet under da, at de kom i den største uorden, så meget mere som hans mangel på evne til at holde dem i orden let benyttedes af hans underordnede. Allerede mens han var i Odense, solgtes hans kostbare samling af bøger og håndskrifter til dækning af gæld, et tab, der ramte ham hårdt; han ville heller miste et af sine børn end sit bibliotek, havde han engang ytret.
Gælden voksede imidlertid stadig og havde 1820 nået en størrelse af 8000 rigsdaler, men måske var det lykkedes ham som andre at opnå en akkord med Kancelliet, hvis ikke hans usalige stridbarhed havde skadet ham. Denne var et hovedtræk i hans karakter, som modgangen yderligere udviklede; heftig og bidende vittig, som han var, tæmmede han sjælden sin tunge, og dette blev anledningen til hans ulykke. Da han nemlig som justitsbetjent i Hørsholm havde god lejlighed til at lære kystpolitiet at kende, og han fandt dette unyttigt, hvilket han ytrede i et lille skrift, blev han meget koldt modtaget ved en audiens hos kancellipræsident Frederik Julius Kaas, der i forvejen lige så lidt som Anders Sandøe Ørsted var ham venlig sindet; en heftig disput om dette politis nytte udspandt sig, og til sidst ytrede Baden, at den eneste nytte, han kendte af det, var den, at dets autoriteter fra første hånd fik synet af de mange smukke skånske bønderpiger.

## Flugt til Norge og dommen i Danmark
Få dage efter, i august 1820, blev Baden suspenderet fra sit embede og aktion anlagt imod ham til betaling af hans embedsgæld. Skønt hans Svoger, professor Christian Ramus, tilbød at stille sikkerhed for størstedelen af gælden og anvendte hele sin indflydelse for at få suspensionen hævet, ja endog gik til kongen selv, var Kancelliet ubønhørligt; en mand som Baden, hvis frimodige udtalelser længe havde været det ubehagelige, slap det ikke, når det først havde lejlighed til at komme ham til livs. Samtiden havde derfor også det indtryk, at man gik strengere til værks mod Baden, end man ellers plejede i lignende tilfælde. Aktionen mod ham gik sin gænge, og, da personlig arrest truede Baden, greb han i efteråret 1822 til den fortvivlede udvej at flygte til Hamborg, hvorfra han med en svensk skipper rejste til Christiania; utrættelig i arbejde søgte og fik han her, især ved justitiarius Jens Christian Bergs indflydelse, beskæftigelse i Rigsarkivet, ligesom han i det hele blev meget vel modtaget af de norske lærde, om han end også her stødte mange fra sig ved sit heftige væsen.
Men længe varede det ikke, inden han, trods en højtidelig forestilling til den norsk-svenske konge, måtte finde sig i at blive udleveret og ført tilbage til København som fange. Efter sin sædvane vedblev han i fængslet sine studeringer fra den tidlige morgen. Det var 2. bind af Smaa Afhandlinger og Bemærkninger fornemmelig i Fædrenelandets, Middelalderens og den kristne Kirkes Historie, som han efter sin forlæggers ønske samlede til udgivelse. Denne bog udkom 1824 og skulde gøre Badens ulykke fuldstændig; på flere steder havde han nemlig i den udtalt sig så skarpt mod kristendommen, at Kancelliet – efter biskop Friedrich Christian Carl Hinrich Münter angivelse – fandt sig foranlediget til at lade Baden tiltale derfor. Ved Overrettens dom blev Baden dømt til embedsfortabelse og tre års landsforvisning, hvilken sidste dog ved Højesterets dom af 13. november 1824 formildedes til et års statsfængsel (i Kastellet); hans gæld blev afgjort ved Ramus’ tilbud og sammenskud af danske og norske venner. At han for
resten af sit liv var under censur, ifølge Trykkefrihedsforordningen af 1799, er selvfølgeligt.

## Sidste tid
Da Fængselsaaret var overstået, var Baden fri, men uden subsistensmidler, ikke en skillings pension. Han tog bolig i København og levede af, hvad hans litterære arbejder indbragte, og af, hvad hans døtre kunne fortjene ved håndarbejde; hans svagelige hustru døde 16. februar 1831. Som rimeligt er, var det et tarveligt liv, og pengene forstod Baden ikke at holde på; havde han nogen, gik han på konditorierne for at traktere sin yndling, en lille datterdatter, han havde i huset, eller han købte lamper for dem, hans største passion. Enkelte velyndere af ham lod ham tilflyde nogen understøttelse, og af dem må især nævnes, foruden Ramus, konferensråd Nicolai Abraham Holten, gehejmestatsminister Frederik Moltke og en kobbersmed Nyeholm. Baden døde 25. august 1840.

## Badens karakter
Badens karakter var en mærkelig sammensætning; han havde arvet sin faders koleriske temperament og sin moders skarpe matur; med had til al adel- og præstevælde forbandt han høje tanker om den studerede stands overlegenhed over den ustuderede; han var stolt af sin lærde slægt, og det var ham en bitter skuffelse, at dens gamle navn i videnskaberne ingen arvetager havde. Hans afsky for despoti fra oven hindrede ikke, at han som embedsmand behandlede bønderne som deres behersker, og i slutningen af 1800-tallet kunne man endnu i Fyn fortælle adskillige historier om, hvorledes han på sine embedsrejser udskrev proviant til at tage med hjem; som et bevis på, hvor lidt han var afholdt i Fyn, kan også anføres en anekdote om, hvorledes en mand, der i fremmedbogen i Langeskovs kro fandt hans navn "Landsdommer Baden", der over tegnede en galge med påskrift: "her i hænger Raden".
Fra sin mødrene slægt havde han arvet lysten til soldaterstanden, og kun forældrenes bestemte modstand hindrede ham i at blive officer; tidlig tvungen ind på embedsvejen betragtede han sig som offer for en ubønhørlig skæbne, der ikke tillod ham helt og holdent at hengive sig til sin højeste interesse, studiet af Historien.

## Baden som historiker
Fra sin ungdom af anvendte han på dette al den tid, som forretninger levnede ham – og mere endnu –, med pen i hånd studerede han konstant, og med jernflid granskede han kilderne til Danmarks historie, stadig excerperende, hvorved hans øjne svækkedes stærkt, og hans håndskrift blev næsten ulæselig. Det er en lang række arbejder, som blev frugten af disse hans studier. 1797 udgav han Det danske Riges Historie, der vandt så meget anerkendelse, at den blev oversat på tysk og efter Dietrich Hermann Hegewischs anbefaling anvendtes ved flere skoler i Hertugdømmerne.
1804 efterfulgtes den af Det norske Riges Historie, der er 2 gange oversat til svensk (1817 og 1851). Utallige var hans bidrag til tidsskrifter, dels anmeldelser, dels små polemiske indlæg, dels større afhandlinger over Danmarks historie, af hvilke han samlede de betydeligste i 3 bind (1820-22) under titel Afhandlinger i Fædrenelandets Kultur-, Stats-, Kirke- og Litterærhistorie, der efterfulgtes af de ovenfor omtalte Smaa Afhandlinger osv. i 2 bind.
I disse afhandlinger nedlagde han et stort fond af lærdom og behandlede emner, der hidtil for en stor del var oversete; hans oplysninger om postvæsenets historie, om Øresundstolden, om levemåden, om sæderne og oplysningen, om klædedragten, om hesteskoens historie (for hvilken Videnskabernes Selskab belønnede ham med sin sølvmedalje) og mange flere indeholder så mange bidrag til dansk historie, at senere tiders forskere i lang tid kunne lære meget af ham; selv emner som musikkens og lægevidenskabens Historie fandt i ham en dyrker.
Af andre betydeligere arbejder bør nævnes hans karakteristikker af de oldenborgske konger og hans skrift om Peder Griffenfelds fortjenester. Hans livs hovedarbejde blev dog en udførlig Danmarks Riges Historie, som han 1829-32 (med understøttelse af Samfundet til den danske Litteraturs Fremme) udgav. Man må forbavses over, at en mand i hans alder i løbet af 4 år kunne udarbejde det 5 dele stærke værk; men her kom de excerpter, han havde reddet af sit bibliotek, ham til god nytte; da værket slutter med Christian 6.’s død, fortsatte han det efter en anden plan i Frederik 5.s og Christian 7.s regerings årbøger (1832 og 1833).
Endnu må nævnes et sådant flidsarbejde som Dansk-norsk historisk Bibliothek (1815) og Dansk juridisk Ordbog (1822). Også den danske og norske lovkyndigheds historie behandlede han i et særligt skrift (1809).

## Karakteristik som historiker
Badens svage side som forfatter var hans mangel på kritik, som forledte ham til de besynderligste fejltagelser og ofte lod ham drage de mærkværdigste slutninger af de fakta, han fortalte. Hans ensidighed i hans had til adel og præster præger sig meget i hans skrifter og har haft til følge, at han i almindelighed sammenstilles med Niels Ditlev Riegels, et fællesskab, der dog ingenlunde ville have tiltalt Baden, og det med rette; thi vel var bitterheden fælles for dem begge, men Riegels’ skrifter blev anset for at være langt mere upartiske end Badens.
Hvad der har været en stor hindring for Badens skrifters udbredelse, er hans sprog; det er i høj grad knudret og bærer alt for stærke mærker af den latinske stil til, at det kan kaldes godt dansk; han havde ganske vist sans for sprogets renhed, men dette viste sig uheldigvis kun deri, at han erstattede mange fremmede ord med selvlavede danske, der var uforståelige. De utallige digressioner, som mispryde hans skrifter, gjorde dem heller ikke mere indbydende; de indeholder ofte skarpe udfald mod hans samtidige, men tit også interessante bemærkninger og anekdoter. At Baden på grund af disse mange, man må indrømme oftest umotiverede, sidehug kom på kant med al verden, er naturligt; mærkeligt er det derfor, at Det kongelige danske Selskab for Fædrelandets Historie 1813 valgte ham til medlem, en af de sparsomme hædersbevisninger, der faldt i hans lod.
De, der endnu kunne huske Baden, mindedes ham som en temmelig lille, gammel mand, hvem arbejde og livets modgang havde krøget; et portræt fra hans ungdom fremstiller ham som en særdeles smuk mand med et frejdigt og tiltalende udtryk i de fine træk.